# Brunel Fucien
Brunel Fucien (Porto Príncipe, 26 de agosto de 1984) é um futebolista Haitiano que atua como atacante. Atualmente defende o AS Capoise.